# Dingy-en-Vuache
Dingy-en-Vuache ist eine französische Gemeinde im Département Haute-Savoie in der Region Auvergne-Rhône-Alpes.

## Geographie
Dingy-en-Vuache liegt auf 615 m, etwa 20 Kilometer südwestlich der Stadt Genf (Luftlinie). Das Dorf erstreckt sich an einem aussichtsreichen Nordhang am südwestlichen Rand des Genfer Beckens, östlich der Montagne de Vuache, im Genevois, in der Nähe der Grenze zur Schweiz.
Die Fläche des 7,18 km² großen Gemeindegebiets umfasst einen Abschnitt des Genevois. Das Gebiet befindet sich im Übergangsbereich von der Montagne de Sion zur Montagne de Vuache. Der Hauptteil wird vom breiten Höhenrücken der Montagne de Sion (bis 720 m) und ihrem relativ sanft geneigten Nordabhang eingenommen. Nach Westen erstreckt sich das Gemeindeareal auf den dicht bewaldeten, schmalen Kamm der Montagne de Vuache, auf dem mit 1002 m die höchste Erhebung von Dingy-en-Vuache erreicht wird.
Die Streusiedlungsgemeinde besteht aus mehreren Siedlungen, nämlich:
- Dingy d’en Bas (590 m) am Hang unterhalb der Autobahn A40
- Dingy d’en Haut (615 m) am Hang oberhalb der Autobahn A40
- Raclaz (545 m) am Ostfuß der Montagne de Vuache
- Raclaz d’en Haut (580 m) am Ostfuß der Montagne de Vuache
- Bloux (570 m) am Nordabhang der Montagne de Sion
- Jurens (625 m) auf dem Höhenrücken der Montagne de Sion

Nachbargemeinden von Dingy-en-Vuache sind Vulbens und Valleiry im Norden, Chênex im Osten, Jonzier-Épagny und Savigny im Süden sowie Clarafond-Arcine im Westen.

## Geschichte
Das Gemeindegebiet von Dingy-en-Vuache war bereits zur Römerzeit besiedelt, was anhand von verschiedenen Funden nachgewiesen werden konnte.

## Bevölkerung
| Jahr                       | 1962 | 1968 | 1975 | 1982 | 1990 | 1999 |
| Einwohner                  | 220  | 226  | 250  | 256  | 336  | 395  |
| Quellen: Cassini und INSEE |      |      |      |      |      |      |

Mit 787 Einwohnern (Stand 1. Januar 2022) gehört Dingy-en-Vuache zu den kleinen Gemeinden des Département Haute-Savoie. Seit Beginn der 1980er Jahre wurde eine deutliche Bevölkerungszunahme verzeichnet.

## Wirtschaft und Infrastruktur
Dingy-en-Vuache war bis weit ins 20. Jahrhundert hinein ein vorwiegend durch die Landwirtschaft geprägtes Dorf. Heute gibt es verschiedene Betriebe des lokalen Kleingewerbes. Zahlreiche Erwerbstätige sind auch Wegpendler, die in den größeren Ortschaften der Umgebung, vor allem aber im Raum Genf-Annemasse, ihrer Arbeit nachgehen.
Die Ortschaft ist verkehrsmäßig recht gut erschlossen. Sie liegt an einer Verbindungsstraße von Vulbens nach Chaumont, oberhalb der Hauptstraße N206, die von Annemasse via Saint-Julien-en-Genevois nach Bellegarde-sur-Valserine führt. Auch die Autobahn A40 durchquert das Gemeindegebiet, der nächste Anschluss befindet sich jedoch in einer Entfernung von rund 15 km.